# Džigme Namgjal Wangčhug
Džigme Namgjal Wangčhug (dzongkha: འཇིགས་ མེད་ རྣམ་ རྒྱལ་ དབང་ ཕྱུག་, Wylie: jigs med rnam rgyal dbang phyug; * 5. února 2016, palác Lingkana) je prvním dítětem a dědicem krále Džigmeho Khesara Namgjela Wangčhuga Bhútánského a jeho manželky, královny Džetsun Pemy. Bhútánským korunním princem je od svého narození v roce 2016. Jeho jméno bylo oznámeno 16. dubna 2016. Před oznámením byl známý pouze jako Gyalsey, což znamená „princ“. Před jeho narozením byl předpokládaným dědicem trůnu jeho strýc z otcovy strany, princ Džigjel Urgjän Bhútánský. Na počest jeho narození zasadilo tisíce dobrovolníků v Bhútánu 108 000 stromů. V roce 2017, na počest jeho prvních narozenin, po něm byl pojmenován nový druh motýlice, megalestes gyalsey. Očekává se, že se stane šestým dračím králem (bhútánský král). Má mladšího bratra, prince daša Džigmeho Urgjäna Wangčhuga, a mladší sestru, princeznu aši Sonam Jangden Wangčhug. Je nejmladším korunním princem na světě.

## Tituly a oslovení
- 5. února 2016 – dosud: Jeho královská Výsost korunní princ Džigme Namgjal Wangčhug, dračí princ bhútánský.[6]